# Einschaltautomatik
Eine Einschaltautomatik wird heutzutage in einigen Elektrogeräten eingesetzt, um dem Benutzer die Handhabung zu erleichtern. Mit einer Einschaltautomatik versehene Geräte schalten sich aufgrund eines Impulses selbständig an. Fehlt dieser Impuls, schalten sich vieler dieser Geräte nach einer voreingestellten Zeit auch wieder ab. Im Heimkinobereich findet man derartige Einschaltautomatiken häufig bei Subwoofern. Wird Musik gespielt, schaltet sich der Subwoofer mit an, wird die Musik ausgeschaltet, so schaltet sich der Subwoofer nach kurzer Zeit wieder aus.
Einsatzbereiche sind u. a.:
- Subwoofer
- Home-Cinema Receiver
- Babyfon
- Wasserpumpe
- Absauganlage
- Netzwerk-Computer